# NOAAS Oscar Dyson (R 224)
Le NOAAS Oscar Dyson (R 224) est un navire océanographique  et halieutique de flotte de la NOAA (National Oceanic and Atmospheric Administration) depuis 2005 et plus spécifiquement du service de la National Marine Fisheries Service (NMFS).

## Historique

### Construction et mise en service
Oscar Dyson a été construit par VT Halter Marine (en) à Moss Point, dans le Mississippi. Il a été lancé le 17 octobre 2003, sous les auspices de Peggy Dyson-Malson, du National Weather Service à Kodiak en Alaska, veuve du chef de l’industrie de la pêche, Oscar E. Dyson. Livré à la NOAA le 1er août 2004, le navire s’est finalement rendu à Kodiak, la ville natale de Dyson, où il a été mis en service sous le nom de NOAAS Oscar Dyson (R 224) le 28 mai 2005.

### Caractéristiques et capacités
Capable de mener des opérations océanographiques multidisciplinaires à l’appui des études de processus biologiques, chimiques et physiques, Oscar Dyson est le navire de tête d’une classe de cinq navires de recherche halieutique parmi les plus avancés au monde, doté d’une capacité unique pour l'océanographie. Il s’agit d’un chalutier de poupe dont les capacités de pêche sont similaires à celles des navires de la pêche commerciale. Il est équipé pour la pêche à la palangre et au chalut et peut effectuer des opérations de chalutage à des profondeurs de 1.800 mètres. Sa caractéristique la plus avancée est l’incorporation de la technologie de silence acoustique pour permettre aux scientifiques de la NOAA de surveiller les populations de poissons sans que le bruit du navire ne modifie le comportement du poisson. Ses hydrophones océanographiques sont montés sur une planche de bord rétractable qui permet d’abaisser les transducteurs scientifiques loin de la zone de bruit généré par la coque, améliorant ainsi la qualité des données collectées. Pour tirer pleinement parti de ces capacités avancées de collecte de données, il dispose du système de sonar scientifique, qui permet de mesurer avec précision la biomasse de poissons dans une zone d'étude. il dispose également d’un profileur de courant acoustique Doppler avec lequel collecter des données sur le courant marin et d’un système de sonar multifaisceaux fournissant des informations sur le contenu de la colonne d’eau ainsi que sur le type et la topographie des fonds marins en cours de route. données à n’importe quelle vitesse, jusqu’à 11 nœuds (20 km/h).
Oscar Dyson est équipé d’un treuil océanographique qui peut déployer jusqu’à 5.000 mètres de câble ou câble de 17 mm, y compris un câble à fibre optique. Il possède également deux treuils hydrographiques, chacun pouvant déployer 3.600 mètres de câble de 9,5 mm, deux treuils de chalut, chacun pouvant déployer 4.300 mètres de câble, et un treuil Gilson. Il est équipé d'une flèche télescopique de 18,3 mètres et d'une capacité de levage de 2850 kg à l'arrière et d'une flèche fixe de 7 mètres avec une capacité de levage de 454 kg. Il a un cadre en A sur son côté tribord avec une charge de travail sécurisée de 3.650 kg et un grand cadre A à l’arrière.Le treuil océanographique et le grand cadre en A travaillent ensemble pour desservir sa station d’échantillonnage arrière, tandis que les deux treuils hydrographiques fonctionnent avec le cadre en A latéral pour desservir sa station d’échantillonnage latéral. En plus du chalutage, ses stations d'échantillonnage peuvent déployer des filets d'échantillonnage, des palangres et des pièges à poissons plus petits. Les treuils hydrographiques peuvent déployer des instruments spéciaux pour mesurer la conductivité électrique, la température et la fluorescence de la chlorophylle de l'eau de mer. Le navire peut également déployer des équipements spécialisés tels que des cadres, des véhicules remorqués, des dragues et des carottes de fond à système d'ouverture multiple, de filet de fermeture et de système de détection environnemental (MOCNESS (en)). Elle peut également déployer et récupérer des ensembles de capteurs flottants et amarrés au fond.
Oscar Dyson possède diverses capacités de laboratoire. Un laboratoire humide, un laboratoire sec, un laboratoire de biologie et un laboratoire hydrographique sont tous situés du côté tribord de son pont principal, tandis qu'un laboratoire électronique et informatique se trouvent du côté bâbord de son pont principal. Son laboratoire humide comprend un espace à température contrôlée avec un système de chauffage intégré.
Oscar Dyson porte deux chaloupes. L'un, de 8,2 mètres, avec un moteur de 260 chevaux  peut accueillir jusqu'à huit personnes. L'autre, un bateau de sauvetage de 6,7 mètres avec un moteur de 256 chevaux peut transporter jusqu'à six personnes.
Conçu pour les opérations dans les eaux de l'Alaska, Oscar Dyson possède une coque en acier soudé renforcée pour la glace. En plus de son équipage de 24 personnes, il peut accueillir jusqu'à 15 scientifiques.

### Historique du service

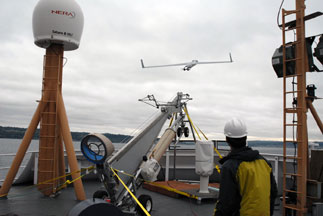
ScanEagle sur Oscar Dyson

Le Bureau des opérations maritimes et aéronautiques de la NOAA, avec Kodiak comme port d'attache, missionne Oscar Dyson pour protéger, restaurer et gérer l'utilisation des ressources biologiques marines, côtières et océaniques. Le navire dirige des projets pour l'Alaska Fisheries Science Center  et le Pacific Marine Environmental Laboratory (en), et étudie et surveille le colin de l'Alaska et d'autres pêcheries dans la mer de Béring et du golfe d'Alaska. Elle effectue des observations météorologiques et de l'état de la mer, effectue des recherches océanographiques et des évaluations de l'habitat, et enquête sur les populations de mammifères marins et d'oiseaux de mer.
En 2007 et 2008, Oscar Dyson a emmené des scientifiques dans la mer de Béring pour qu'ils puissent capturer des phoques sur la glace et y coller des émetteurs satellitaires leur permettant de collecter des données sur les mouvements et le comportement. Afin de renforcer les capacités de la NOAA en matière de surveillance du phoque à ruban, du phoque barbu, phoque tacheté et du phoque annelé, dont la vaste portée et l'éloignement du littoral rendent difficile leur surveillance par des hélicoptères habités, la NOAA a effectué des tests sur le véhicule aérien sans pilote Boeing ScanEagle à bord d Oscar Dyson en octobre 2008. Les 15 et 16 octobre 2008, des scientifiques et des techniciens ont mené avec succès trois vols d'essai du ScanEagle au-dessus de Puget Sound, dans l'État de Washington, en le lançant depuis une catapulte pneumatique accrochée au sommet du pont du navire. En tant qu'officier de la Garde côtière américaine à bord d'Oscar Dyson chargé d'étudier la faisabilité de l'utilisation du ScanEagle pour des missions de recherche et de sauvetage, le personnel à la passerelle d Oscar Dyson et les pilotes de drones embarqués coopéraient étroitement pour veiller à ce que la vitesse et le cap du navire soient facilités. L'essai a démontré qu'il était possible d'utiliser des drones pour évaluer l'abondance et la répartition des phoques à partir du printemps 2009.

## Flotte de la National Marine Fisheries Service
La National Marine Fisheries Service (Service national de la Pêche maritime) est un organisme fédéral des États-Unis. C'est une division de la National Oceanic and Atmospheric Administration (NOAA) elle-même dépendante du département du Commerce des États-Unis. Le NMFS est responsable de l'intendance et de la gestion de ressources marines au sein de la zone économique exclusive des États-Unis, qui s'étend vers le large à environ 370 kilomètres de la côte.

## Galerie

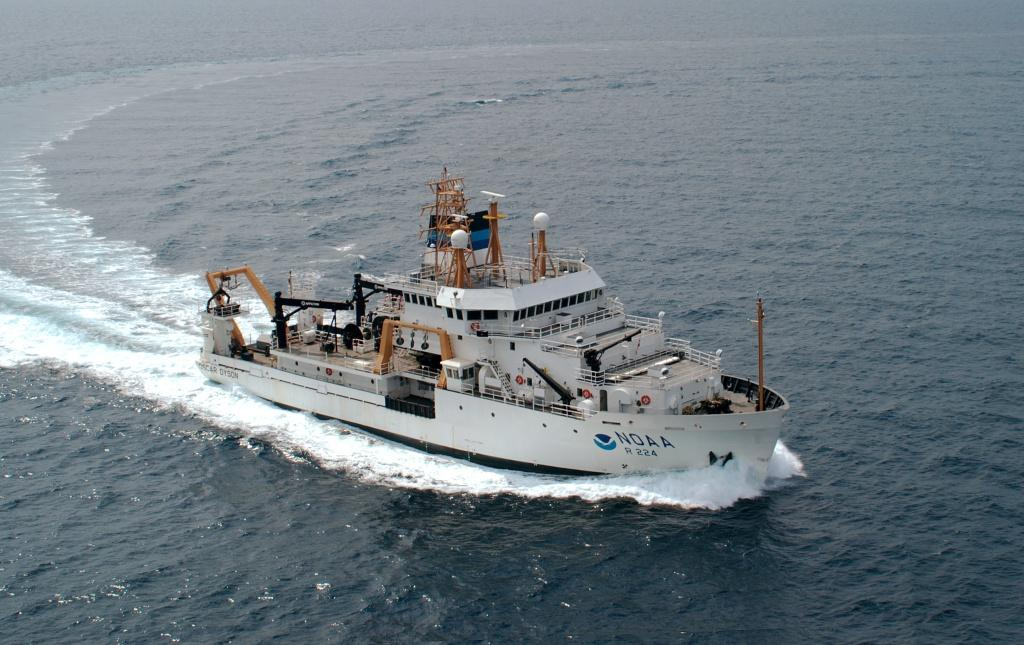
NOAA Oscar Dyson
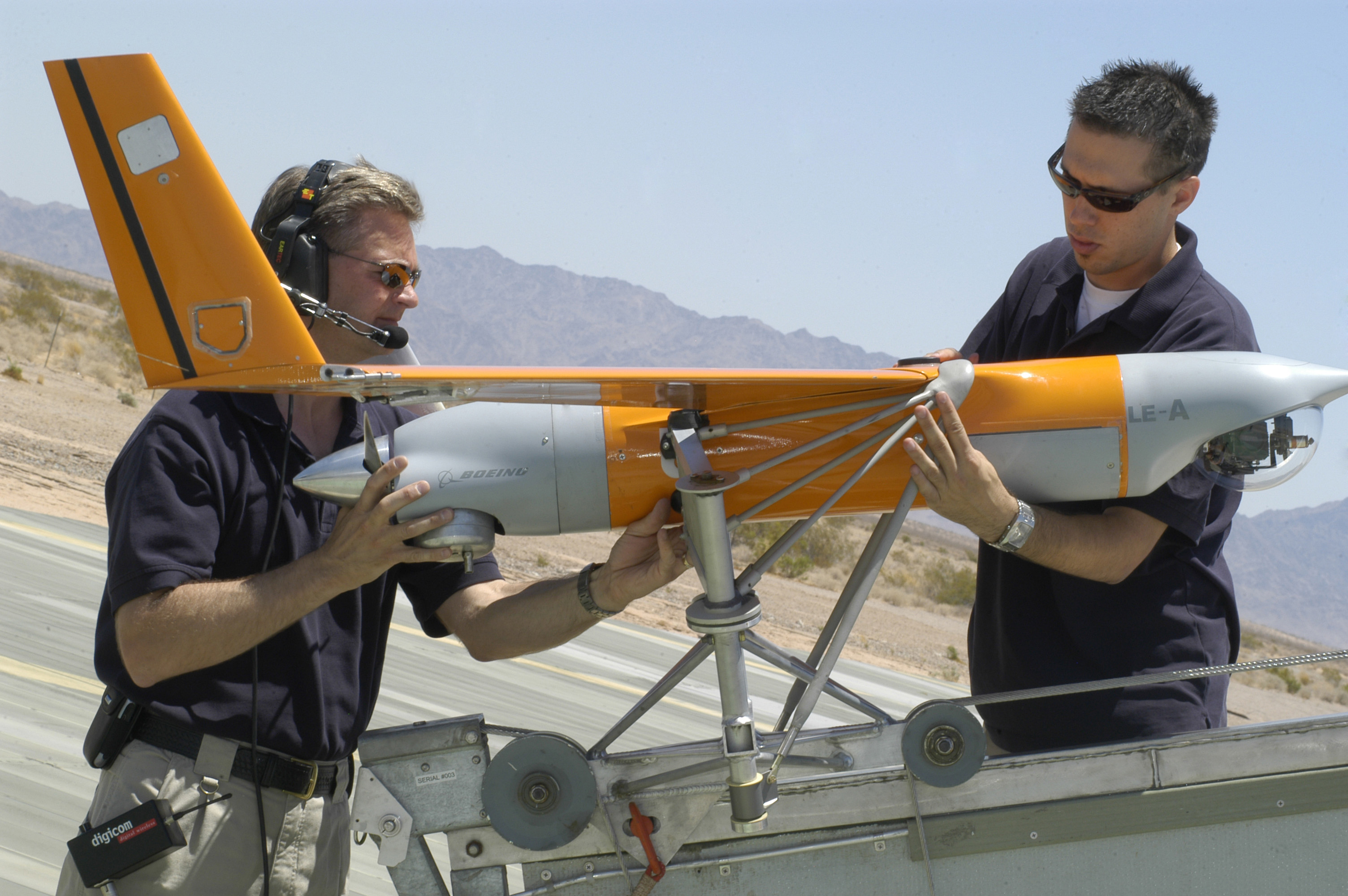
Boeing ScanEagle

### Note et référence
1. ↑  Oscar Dyson - Site Marine Traffic
2. ↑  Alaska Fischeries Science Center de Seattle

- (en) Cet article est partiellement ou en totalité issu de l’article de Wikipédia en anglais intitulé « NOAAS Oscar Dyson (R 224) » (voir la liste des auteurs).